# Marvel Nemesis: Rise of the Imperfects
Marvel Nemesis: Rise of the Imperfects é um jogo eletrônico de luta para PlayStation 2, Xbox, GameCube, Nintendo DS e PlayStation Portable, que se vincula à série de histórias em quadrinhos Marvel Nemesis. Foi lançado na América do Norte em setembro de 2005 e nos territórios PAL em outubro de 2005.
O jogo se concentra em personagens da Marvel Comics enfrentando uma nova equipe de supervilões conhecidos como The Imperfects. Após o lançamento, o jogo recebeu de críticas mistas a negativas dos críticos. Uma sequência, Marvel Chaos, foi anunciada em 2007 e seria desenvolvida pela EA Chicago para PlayStation 3 e Xbox 360, mas foi cancelada no ano seguinte.

## Enredo
Tudo se inicia quando o extraterrestre Niles Van Roekel inicia a criação de um grupo de super-humanos chamados de "Imperfeitos". O antagonista passa a recrutar indivíduos excluídos pela sociedade, para que então os modifique geneticamente, desenvolvendo neles grandes habilidades. A partir daí, cabe aos famosos heróis da Marvel lutarem contra esse mal até o fim. No decorrer do modo story, a protagonista Paragon (antes uma indígena chamada Maya, habitante da Amazônia) derrota Niles Van Roekel, mas percebe que a única causa dele estar atacando o planeta Terra era por tentar proteger o seu povo. O modo story, embora longo e parecendo, certas vezes, confuso e/ou sem sentido, se justifica no fim. O grupo dos Imperfects, liderados por Paragon, formariam uma nova equipe.

## Jogabilidade
Todos os personagens do game contam com super-poderes e um finalizador que, apesar de causar muitos danos ao oponente, gastam uma enorme quantidade de energia ao ser usado.
Existem dois tipos de maneiras diferentes de jogo. Eles são o versus, que lhe permite jogar contra um companheiro, e o modo story que, ao longo das fases, faz com que você ganhe mais lutadores e locais de combate, entre eles o Clárim Diário, importante cenário no universo do Homem-Aranha.

## Personagens da Marvel
- Coisa
- Wolverine
- Homem Aranha
- Demolidor
- Elektra
- Magneto
- Tempestade
- Homem de Ferro
- Venom
- Tocha Humana
- The Wink
- Capitão América (Somente no PSP)
- Doutor Destino (Somente no PSP)
- Brigada
- Zona de Falha
- Hazmat
- Johnny Ohn
- Niles Van Roekel
- Paragon
- Solara
- O Justiceiro (não jogável)
- Hulk (não jogável)